# Извршни одбор ЗАВНО Црне Горе и Боке
Извршни одбор ЗАВНО Црне Горе и Боке је био извршни орган (влада) Земаљског антифашистичког вијећа народног ослобођења Црне Горе и Боке, који је био формиран на Оснивачкој скупштини ЗАВНО ЦГиБ одржаној 15. новембра 1943. године у Колашину.
Извршни одбор ЗАВНО Црне Горе и Боке имао је 12 чланова, а на његовом челу је био председник др Нико Миљанић и три потпредседника — Божо Љумовић, Јован Ћетковић и Петар Томановић.
На Трећем заседању ЗАВНО Црне Горе и Боке, одржаном 14. јула 1944. године у Колашину, ЗАВНО је претворен у Црногорску антифашистичку скупштину народног ослобођења Црне Горе (ЦАСНО). Уместо Извршног одбора је било формирано Председништва ЦАСНО од чланова 15 чланова. На челу Председништва се налазио др Нико Миљанић, потпредседници су били Божо Љумовић, Јован Ћетковић и Петар Томановић, секретари Вељко Зековић и Владо Лазаревић, а чланови — Иван Милутиновић, Јово Радовић, Блажо Јовановић, Пеко Дапчевић, Марија Митровић, др Мехмед Хоџић, Мирко Крџић, Михаило Грбић и Андрија Мугоша.
Предсједништво ЦАСНО је било извршни орган (влада) и имало је своја одељења и комисије. Било је формирано укупно 11 одељења — за унутрашње послове, провету, народну привреду, народно здравље, економску обнову, социјалну политику, правду, исхрану, грађевине, шуме и руде и информације.
Након Четвртог заседања ЦАСНО, на коме се ЦАСНО прогласио за Народну скупштину Црне Горе, 19. априла 1945. године на Цетињу је формирана Влада федералне Црне Горе на челу са Блажом Јовановићем, док је дотадашњи председник Председништва ЦАСНО др Нико Миљанић постао председник Председништва Народне скупштине.
На основу Одлуке Антифашистичког вијећа народног ослобођења Санџака од 29. марта 1945. године, срезови Пљеваљски и Бјелопољски укључују се у федералну Црну Гору 15. априла 1945.

## Чланови Предсједништва ЦАСНО
Од 14. јула 1944.
- Предсједник: Нико Миљанић такође шеф одељења за народно здравље
- Потпредсједник: Божо Љумовић такође шеф одељења за унутрашње послове
- Потпредсједник: Јован Ћетковић такође шеф одељења за информације
- Потпредсједник: Петар Томановић такође шеф одељења за грађевине
- Секретар: Вељко Зековић
- Секретар: Владо Лазаревић шеф одељења за економску обнову
- Члан: Иван Милутиновић
- Члан: Јово Радовић шеф одељења за просвјету
- Члан: Блажо Јовановић шеф одељења за правду
- Члан: Марија Митровић
- Члан: Јефто Павић шеф одељења за народну привреду
- Члан: Мехмед Хоџић
- Члан: Саво Челебић шеф одељења за социјалну политику
- Члан: Мирко Крџић
- Члан: Михаило Грбић шеф одељења за исхрану
- Члан: Андрија Мугоша шеф одељења за шуме и руде[6]